# TOYOTA GENERADIO
TOYOTA GENERADIO（トヨタ ジェネレディオ）は、TOKYO FMをキーステーションに全国38局ネットで放送していたラジオ番組。

## 概要
メインパーソナリティは、ガレッジセール・ゴリが務めていた。音楽（邦楽・洋楽）を通して家族との対話をテーマとして、「ドライブ中の車内での家族とのふれあいを繰り広げる」（主に旅行とゴリパパ以外3人の習い事への送り）という設定のラジオドラマをモチーフにした音楽番組。
オープニングジングルはSPECIAL OTHERSのLaurentech。
オープニングの挨拶は「はーいさーい」と沖縄弁（「こんにちわ」の意味）をしている。
2014年6月7日放送分のエンディングにて、同月末に番組を終了することが発表され、最終回ではゲストとしてKiroroが特別出演した。

## ゴリパパファミリー
ゴリパパ以外は、声はない。
- ゴリパパ（ゴリ）

一家の父親。音楽とドライブが趣味。一家の中では唯一のツッコミ役でもある。2014年6月21日分の放送で、アイダホ州に長期転勤になる事が発表された。
- 信子

パパの妻。若いころはスレンダーで綺麗だったが現在は若いころの面影は無いほどの食欲の塊で、ゴリパパにさりげなく突っ込まれ受け流される。アルゼンチンタンゴ教室生徒。
20年後、123㎏あった体重が43㎏までに減量して美魔女として活躍していることが明らかになった。
- 健太郎

長男。頭は良いが運動神経がない上、ちょっとしたことで骨折する病弱体質。クラスメートのみずきちゃんの事が好き。習っているのは英会話。
20年後、みずきちゃんと結婚し二人の子供がいる父親になったことが明らかになった(但し、病弱体質は変わっていない)。
- すみれ

長女。幼稚園児ですでにケバイ化粧をしており、計算高いカマトトが得意なぶりっ子。将来の夢はアイドルになる事で最終回前にバンド「THE 遺産相続税」を結成するが、転勤で間もなく解散。ダンス教室に通う。
20年後、アイドルとは正反対の外科医になりエレキギター療法なる治療法を生み出したことが明らかになった。

## その他の登場人物
- みずきちゃん

健太郎の初恋の相手でありクラスメート。北川景子似の容姿にスポーツ万能、成績優秀と三拍子そろったクラスの人気者。信子と同じ大食いである。20年後、健太郎と結婚し2人の子供をもうける。

## 放送時間
- 2010年10月2日 - 2011年3月26日：土曜日10:00 - 10:25[1]
- 2011年4月2日 - 2014年6月28日：土曜日10:00 - 10:50

## 特別番組
- TOYOTA GENERADIO HOLIDAY TRIP（2010年11月3日水曜日、17:00 - 17:50）

## ネット局
JFN系列全国38局ネット。
北海道・東北
- AIR-G'
- AFB
- FM IWATE
- Date fm
- AFM
- Rhythm Station
- ふくしまFM

関東甲信越
- RADIO BERRY
- FMぐんま
- TOKYO FM（制作局）
- FM-NIIGATA
- FM長野

北陸
- FMとやま
- HELLO FIVE
- FM福井

東海
- Radio 80（現FM GIFU）
- K-mix
- FM AICHI（現@FM）
- レディオキューブ FM三重

近畿
- e-radio
- FM OSAKA（現FM OH!）
- Kiss FM KOBE

中国
- V-air
- FM岡山
- HFM
- FMY

四国
- FM徳島
- FM香川
- JOEU-FM
- Hi-Six

九州･沖縄
- FM FUKUOKA
- FMS
- FM Nagasaki
- FMK
- Air-Radio FM88
- JOY FM
- μFM
- FM沖縄